# Europese kampioenschappen kunstschaatsen 1930
De Europese Kampioenschappen kunstschaatsen is een jaarlijks terugkerend evenement dat georganiseerd wordt door de Internationale Schaatsunie (ISU).
De 29e editie voor de mannen werd gehouden in Berlijn, Duitsland. Het was de vijfde keer dat het kampioenschap in Berlijn plaatsvond, eerder werden de kampioenschappen van 1893, 1900, 1907 en 1910 er gehouden. Het was de achtste keer dat het kampioenschap in Duitsland plaatsvond, eerder waren ook Hamburg (1891), Bonn (1905) en Triberg im Schwarzwald (1925) gaststad voor het EK voor mannen.
Voor het eerst werd er door de vrouwen en paren om de Europese titel gestreden. De kampioenschappen voor beide disciplines werden in Wenen georganiseerd. Wenen was vijf keer (1892, 1894, 1901, 1914, 1927) gaststad voor het mannentoernooi geweest.

## Historie
De Duitse en Oostenrijkse schaatsbond, verenigd in de "Deutscher und Österreichischer Eislaufverband", organiseerden zowel het eerste EK Schaatsen voor mannen als het eerste EK Kunstschaatsen voor mannen in 1891 in Hamburg, in toen nog het Duitse Keizerrijk, nog voor het ISU in 1892 werd opgericht. De internationale schaatsbond nam in 1892 de organisatie van het EK kunstschaatsen over. In 1895 werd besloten voortaan het WK kunstschaatsen te organiseren en kwam het EK te vervallen. In 1898, na twee jaar onderbreking, vond toch weer een herstart plaats van het EK kunstschaatsen.
De vrouwen en paren zouden vanaf 1930 jaarlijks om de Europese titel strijden. De ijsdansers streden vanaf 1954 om de Europese titel in het kunstschaatsen.

## Deelname
Er namen tien landen deel aan deze kampioenschappen. Zij vulden 25 startplaatsen in de drie disciplines in.
België werd, na de deelname van Robert Van Zeebroeck in 1926, voor de tweede keer vertegenwoordigd bij de EK kunstschaatsen. Yvonne de Ligne-Geurts nam deel in het vrouwentoernooi.
Karl Schäfer was de enige deelnemer op het EK die later dit jaar aan het WK van 1930, dat in New York werd gehouden, deelnam.
(Tussen haakjes het totaal aantal startplaatsen over de disciplines.)
| Oostenrijk (8) Duitsland (4) Tsjecho-Slowakije (4) Hongarije (3) België (1) | Finland (1) Noorwegen (1) Verenigd Koninkrijk (1) Zweden (1) Zwitserland (1) |

## Medaille verdeling
Karl Schäfer werd de vierde man, na Eduard Engelmann in 1893, Ulrich Salchow in 1899 en Willy Böckl in 1923, die zijn eerste Europese titel prolongeerde, het was zijn vierde medaille, in 1927 werd hij derde en 1928 werd hij tweede. De tweede plaats voor debutant Otto Gold was de eerste medaille voor Tsjechoslowakije bij het EK kunstschaatsen. De derde plaats voor debutant Markus Nikkanen was de tweede Finse medaille bij het EK kunstschaatsen, in 1923 werd Gunnar Jakobsson ook derde.
De eerste Europees kampioene bij de vrouwen, Fritzi Burger, had bij de WK's van 1928 en 1929 de bronzen en zilveren medaille veroverd.
De eerste Europese kampioenen bij de paren, Olga Orgonista / Sándor Szalay, hadden op het WK van 1929 de bronzen medaille veroverd.
| Discipline | Goud                           | Zilver                         | Brons                                  |
| ---------- | ------------------------------ | ------------------------------ | -------------------------------------- |
| Mannen     | Karl Schäfer                   | Otto Gold                      | Markus Nikkanen                        |
| Vrouwen    | Fritzi Burger                  | Ilse Hornung                   | Vivi-Anne Hultén                       |
| Paren      | Olga Orgonista / Sándor Szalay | Emilia Rotter / László Szollás | Gisela Hochaltinger / Otto Preissecker |

## Uitslagen
| Goud   | Karl Schäfer (4)      | Vlag van Oostenrijk          |  |
| Zilver | Otto Gold             | Vlag van Tsjechië            |  |
| Brons  | Markus Nikkanen       | Vlag van Finland (1918-1978) |  |
| 4      | Herbert Haertel (2)   | Vlag van Duitsland           |  |
| 5      | Ernst Baier (2)       | Vlag van Duitsland           |  |
| 6      | Josef Bernhauser (2)  | Vlag van Oostenrijk          |  |
| 7      | Rudolf Praznowski (3) | Vlag van Tsjechië            |  |
| 8      | Benno Wellmann (2)    | Vlag van Duitsland           |  |
| 9      | Otto Zappe (2)        | Vlag van Tsjechië            |  |

| Goud   | Fritzi Burger          | Vlag van Oostenrijk          |  |
| Zilver | Ilse Hornung           | Vlag van Oostenrijk          |  |
| Brons  | Vivi-Anne Hultén       | Vlag van Zweden              |  |
| 4      | Lilly Weiler           | Vlag van Oostenrijk          |  |
| 5      | Gerda Hornung          | Vlag van Oostenrijk          |  |
| 6      | Edel Randem            | Vlag van Noorwegen           |  |
| 7      | Yvonne de Ligne-Geurts | Vlag van België              |  |
| 8      | Kathleen Shaw          | Vlag van Verenigd Koninkrijk |  |
| 9      | Lilly Kuhn             | Vlag van Zwitserland         |  |

### Paren
| Er deden zeven paren uit drie landen mee. Voor Otto Preissecker was het zijn vijfde EK deelname, in 1924, 1925, 1926 en 1928 nam hij deel in het mannentoernooi. Vier paren hadden al deelgenomen aan de Wereldkampioenschappen, Orgonista / Szalay, Rotter / Szollás en Hochaltinger / Preissecker in 1929 en het paar Hoppe / Hoppe in 1925, 1926, 1927 (waar ze derde werden) en 1929. Gisela Hochaltinger nam in 1925 en 1926 ook deel bij de WK met Georg Pamperl. \| Goud \| Olga Orgonista Sándor Szalay \| Vlag van Hongarije (1915-1918, 1919-1946) \| \| \| Zilver \| Emilia Rotter László Szollás \| Vlag van Hongarije (1915-1918, 1919-1946) \| \| \| Brons \| Gisela Hochaltinger Otto Preissecker (5) \| Vlag van Oostenrijk \| \| \| 4 \| Olga Philipovits Rudolf Dillinger \| Vlag van Hongarije (1915-1918, 1919-1946) \| \| \| 5 \| Idi Papez Karl Zwack \| Vlag van Oostenrijk \| \| \| 6 \| Ridi Jauernik Pepo Jauernik \| Vlag van Oostenrijk \| \| \| 7 \| Else Hoppe Oscar Hoppe \| Vlag van Tsjechië \| \| |                                          |                                           |    |
| Paren |                                          |                                           |    |
| # | naam (deelname)                          | land                                      | pc |
| Goud | Olga Orgonista Sándor Szalay             | Vlag van Hongarije (1915-1918, 1919-1946) |    |
| Zilver | Emilia Rotter László Szollás             | Vlag van Hongarije (1915-1918, 1919-1946) |    |
| Brons | Gisela Hochaltinger Otto Preissecker (5) | Vlag van Oostenrijk                       |    |
| 4 | Olga Philipovits Rudolf Dillinger        | Vlag van Hongarije (1915-1918, 1919-1946) |    |
| 5 | Idi Papez Karl Zwack                     | Vlag van Oostenrijk                       |    |
| 6 | Ridi Jauernik Pepo Jauernik              | Vlag van Oostenrijk                       |    |
| 7 | Else Hoppe Oscar Hoppe                   | Vlag van Tsjechië                         |    |

Medaillewinnaars

Mannen · 
Vrouwen ·
Paren · 
IJsdansen

Toernooi

1891 · 
1892 · 
1893 · 
1894 · 
1895 · 
1896-1897 · 
1898 · 
1899 · 
1900 · 
1901 · 
1902-1903 · 
1904 · 
1905 · 
1906 · 
1907 · 
1908 · 
1909 · 
1910 · 
1911 · 
1912 · 
1913 · 
1914 · 
1915-1921 · 
1922 · 
1923 · 
1924 · 
1925 · 
1926 · 
1927 · 
1928 · 
1929 · 
1930 · 
1931 · 
1932 · 
1933 · 
1934 · 
1935 · 
1936 · 
1937 · 
1938 · 
1939 ·
1940-1946 · 
1947 · 
1948 · 
1949 · 
1950 · 
1951 · 
1952 · 
1953 · 
1954 · 
1955 · 
1956 · 
1957 · 
1958 · 
1959 · 
1960 · 
1961 · 
1962 · 
1963 · 
1964 · 
1965 · 
1966 · 
1967 · 
1968 · 
1969 · 
1970 · 
1971 · 
1972 · 
1973 · 
1974 · 
1975 · 
1976 · 
1977 · 
1978 · 
1979 · 
1980 · 
1981 · 
1982 · 
1983 · 
1984 · 
1985 · 
1986 · 
1987 · 
1988 · 
1989 · 
1990 · 
1991 · 
1992 · 
1993 · 
1994 · 
1995 ·
1996 · 
1997 · 
1998 · 
1999 · 
2000 · 
2001 · 
2002 · 
2003 · 
2004 · 
2005 · 
2006 ·
2007 ·
2008 ·
2009 ·
2010 ·
2011 ·
2012 ·
2013 ·
2014 ·
2015 ·
2016 ·
2017 ·
2018 ·
2019 ·
2020 ·
2021 · 
2022 · 
2023 · 
2024 · 
2025

WK kunstschaatsen ·
WK kunstschaatsen junioren ·
Viercontinentenkampioenschap ·
Olympische Spelen